# Ce que je sais d'elle... d'un simple regard
Pour plus de détails, voir Fiche technique et Distribution.
Ce que je sais d'elle… d'un simple regard (Tout ce qu'on peut apprendre d'une femme au premier regard au Québec ; Things You Can Tell Just by Looking at Her) est un film américain réalisé par Rodrigo García, sorti en 2000, lauréat du prix Un certain regard au festival de Cannes 2000.

## Synopsis
Le film est divisé en cinq segments, chacun racontant l'histoire d'une femme.
1. Ici, docteur Keener : un médecin quinquagénaire rencontre une jeune cartomancienne qui lui fait prendre conscience du vide de son existence.
2. Fantasmes sur Rebecca : Rebecca donne à tous l'image d'une femme de caractère mais cache une grande fragilité.
3. Quelqu'un pour Rose : Rose est attirée par un nouveau voisin qui semble sortir tout droit d'un monde imaginaire.
4. Bonne nuit Lilly, bonne nuit Christine : Lilly va mourir, Christine passe une dernière nuit avec elle.
5. L'amour attend Kathy : Kathy enquête sur un suicide.

## Fiche technique
- Titre français : Ce que je sais d'elle… d'un simple regard
- Titre québécois : Tout ce qu'on peut apprendre d'une femme au premier regard
- Titre original : Things You Can Tell Just by Looking at Her
- Réalisation : Rodrigo García
- Scénario : Rodrigo García
- Production : Jon Avnet, Lisa Lindstrom, Marsha Oglesby
- Musique : Ed Shearmur
- Montage : Amy Duddleston
- Genre : Comédie dramatique
- Durée : 99 minutes
- Couleur : DeLuxe
- Son : Dolby Digital
- Dates de sortie :
  - États-Unis : 22 janvier 2000 au Festival du film de Sundance
  - France : 10 mai 2000 au Festival de Cannes
- Classification :
  - France : tous publics[2]

## Distribution
Légende : Version Québécoise = VQ
- Glenn Close (VF : Evelyn Séléna ; VQ : Anne Caron) : Dr Elaine Keener (segments Ici, docteur Keener et Fantasmes sur Rebecca)
- Cameron Diaz (VF : Barbara Tissier ; VQ : Camille Cyr-Desmarais) : Carol (segment L'amour attend Kathy)
- Calista Flockhart (VF : Natacha Muller ; VQ : Aline Pinsonneault) : Christine Taylor (segments Bonne nuit Lilly, bonne nuit Christine et Ici, docteur Keener)
- Kathy Baker (VF : Martine Messager ; VQ : Claudine Chatel) : Rose (segments Quelqu'un pour Rose et Fantasmes sur Rebecca)
- Amy Brenneman (VF : Juliette Degenne ; VQ : Rafaëlle Leiris) : Kathy (segment L'amour attend Kathy)
- Valeria Golino (VF : Ninou Fratellini ; VQ : Marie-Andrée Corneille) : Lilly (segment Bonne nuit Lilly, bonne nuit Christine)
- Holly Hunter (VF : Marie Vincent ; VQ : Hélène Lasnier) : Rebecca (segment Fantasmes sur Rebecca)
- Matt Craven (VF : Daniel Lafourcade; VQ : Jacques Lavallée) : Walter (segments Fantasmes sur Rebecca et L'amour attend Kathy)
- Gregory Hines (VF : Pascal Renwick ; VQ : Jean-Luc Montminy) : Robert (segment Fantasmes sur Rebecca)
- Miguel Sandoval (VF : Marc Alfos) : Sam (segment L'amour attend Kathy)
- Noah Fleiss (VF : Emmanuel Garijo; VQ : Hugolin Chevrette) : Jay (segment Quelqu'un pour Rose)
- Danny Woodburn (VF : Christian Visine ; VQ : Manuel Tadros) : Albert (segments Quelqu'un pour Rose et L'amour attend Kathy)
- Penelope Allen (en) (VF : Paule Emanuele) VQ : Carole Chatel) : Nancy (segment Fantasmes sur Rebecca)
- Roma Maffia (VF : Pascale Vital ; VQ : Hélène Mondoux) : la gynécologue de Rebecca (segments Fantasmes sur Rebecca et L'amour attend Kathy)
- Juanita Jennings (en) (VF : Emilie Benoît ; VQ : Johanne Léveillé) : Infirmière (segment Fantasmes sur Rebecca)